# Coburger Sommeroperette

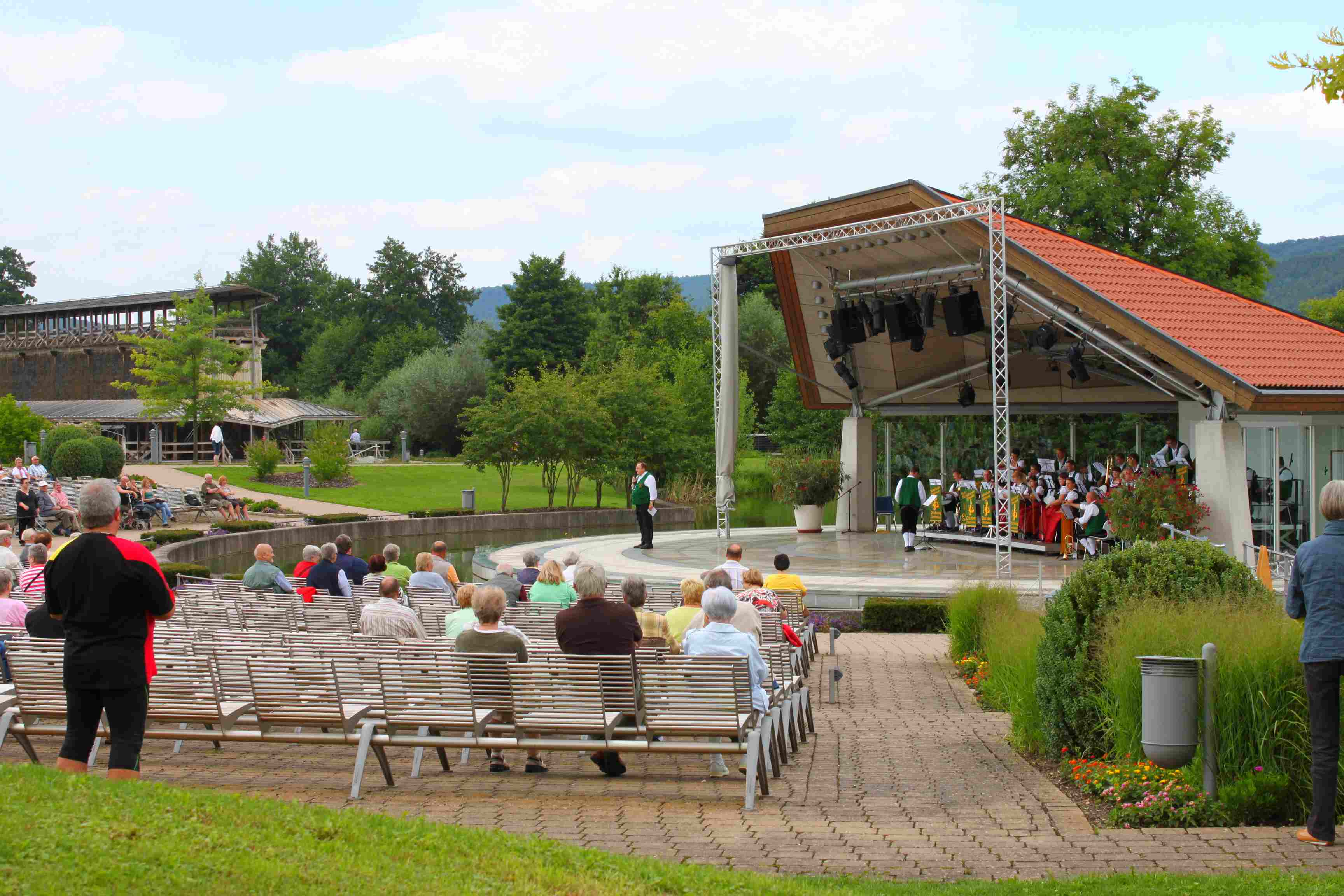
Seebühne Bad Staffelstein

Die Coburger Sommeroperette war ein jährlich im Sommer auf der Waldbühne Heldritt bei Bad Rodach (Oberfranken) und seit 2018 auf der Seebühne Bad Staffelstein stattfindendes Freilicht-Operettenfestival.

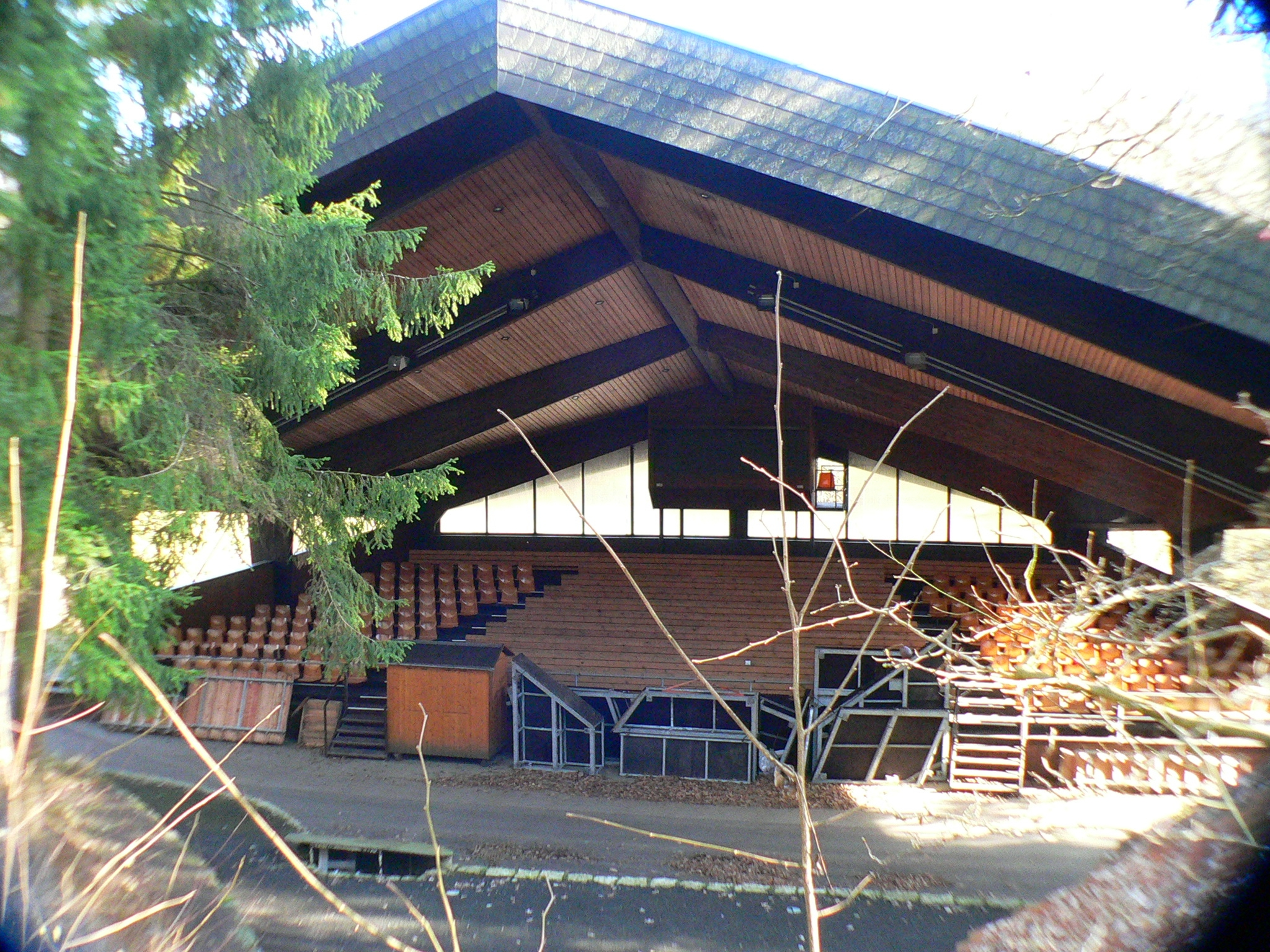
Tribüne der Waldbühne Heldritt

## Aufführungen der letzten Jahre
- 1997: Im weißen Rössl von Ralph Benatzky
- 1998: Ein Walzertraum von Oscar Straus
- 1999: Schwarzwaldmädel von Leon Jessel
- 2000: Das Wirtshaus im Spessart von Franz Grothe
- 2001: Der Vetter aus Dingsda  von Eduard Künneke
- 2002: Frau Luna von Paul Lincke
- 2003: Die lustige Witwe von Franz Lehár
- 2004: Der Bettelstudent von Carl Millöcker
- 2005: Die ungarische Hochzeit von Nico Dostal
- 2006: Salon Pitzelberger von Jacques Offenbach und Die schöne Galathée von Franz von Suppè; Die Zauberflöte von Wolfgang Amadeus Mozart
- 2007: Der Vogelhändler von Carl Zeller: Elf Aufführungen auf der Waldbühne Heldritt sowie eine Gastvorstellung auf der Naturbühne Steinbach-Langenbach
- 2008: Gräfin Mariza von Emmerich Kálmán: Zehn Aufführungen auf der Waldbühne Heldritt sowie eine Gastvorstellung auf der Naturbühne Steinbach-Langenbach
- 2009: Wiener Blut von Johann Strauss (Sohn) : Dreizehn Aufführungen auf der Waldbühne Heldritt
- 2010: My Fair Lady von Frederick Loewe: Vierzehn Aufführungen auf der Waldbühne Heldritt
- 2011: Viktoria und ihr Husar von Paul Abraham: Dreizehn Aufführungen auf der Waldbühne Heldritt
- 2012: Gasparone von Karl Millöcker auf der Waldbühne Heldritt
- 2013: Kiss me Kate von Cole Porter auf der Waldbühne Heldritt
- 2014: Die Zirkusprinzessin von Emmerich Kálmán auf der Waldbühne Heldritt
- 2015: Der Zigeunerbaron von Johann Strauss auf der Waldbühne Heldritt
- 2016: Der fidele Bauer von Leo Fall auf der Waldbühne Heldritt
- 2017: The Blues Brothers in: Prison von Thomas Elben auf der Waldbühne Heldritt
- 2018: Die Fledermaus von Johann Strauss: Dreizehn Aufführungen auf der Seebühne Bad Staffelstein

## Allgemeines
Der eingetragene, gemeinnützige Verein Coburger Sommeroperette e.V. wurde im April 1994 von Wolfgang Krautwig, Klaus Lapins († 20. März 2007), Bernhard Maxara und weiteren Personen gegründet. Musikalischer Leiter war bis 2010 Reinhard Schmidt, im Jahr 2011 übernahm diese Ivan Boldog. Die Produktionsleitung hatte langjährig Klaus Lapins inne; nach seinem Tod 2007 übernahm seine Witwe Daniela Pfaff-Lapins die Leitung. Die Aufführung des Vogelhändlers in diesem Jahr wurde unter der Regie von Bernhard Maxara gestaltet. Regie führte von 2008 bis 2010 der in Aachen geborene Horst Zander, 2011 wiederum Bernhard Maxara, 2017 Ulrich Cyran und 2018 Gernot Kranner. Von 2008 bis 2018 war Adelheid Frankenberger für die Produktionsleitung zuständig.